# Martovce
Martovce est un village de Slovaquie situé dans la région de Nitra.

## Histoire
Première mention écrite du village en 1438.

## Démographie

### Évolution de la population
| Année:               | 1994. | 2004.   | 2014.   | 2024.   |
| -------------------- | ----- | ------- | ------- | ------- |
| Nombre de personnes: | 806   | 758     | 694     | 692     |
| Différence:          |       | -5,95 % | -8,44 % | -0,28 % |

| Année:               | 2023. | 2024.   |
| -------------------- | ----- | ------- |
| Nombre de personnes: | 693   | 692     |
| Différence:          |       | -0,14 % |